# Nilüfer Belediye Spor Kulübü (voleibol feminino)
O Nilüfer Belediye Spor Kulübü, é um clube polidesportivo turco  da cidade de Bursa com destaque de voleibol.

## Histórico
Fundado em 4 de agosto de 1999, ainda em um pequeno escritório com o objetivo de fornecer atividades esportivas, sociais e culturais, a fim de desenvolver as novas gerações conscientes para uma nova mentalidade esportiva, sob os princípios do amor, paz, fraternidade e jogo limpo.Já ultrapassou o número de 1748 atletas federados.
Na temporada de 2010-11 conquistou o vice-campeonato na Copa da Turquia e em 2011 obteve o título da Copa da Associação de Voleibol dos Bálcãs (BVA Cup).

### Títulos conquistados
Liga dos Campeões
 Taça CEV
 Challenge Cup
 Balkan Volleyball Association Cup (BVA Cup)
- Campeão: 2011[4]

 Campeonato Turco

 Copa da Turquia
- Finalista:2010-11

 Supercopa Turca